# Micropterix cassinella
Micropterix cassinella là một loài bướm đêm thuộc họ Micropterigidae. Nó được miêu tả bởi Kurz, M. A., M. E. Kurz & Zeller năm 2010. Nó là loài duy nhất được tìm thấy ở Ý. To present, it is only known from the provinces of Lazio và Campagna miền trung Apennines.
Con trưởng thành bay từ tháng 5 đến cuối tháng 7, depending on the altitude. Adults were found swarming around tall herbaceous vegetation và around hoa của Pistacia lentiscus.
Chiều dài cánh trước khoảng 2.7-3.3 mm đối với con đực và 3–4 mm đối với con cái.